# Konna
Konna ist eine Stadt und ländliche Kommune im Cercle de Mopti in der Region Mopti in Mali. Die Stadt liegt 60 km nordöstlich von Mopti am östlichen Rand der Flussaue des Niger. Die Hauptstraße RN16, die Sévaré und Gao verbindet, biegt direkt südlich von Konna nach Osten ab. Die Fläche der Kommune Konna misst etwa 838 km2 und umfasst die Stadt sowie 24 Ortschaften in der Umgebung. Bei der Volkszählung 2009 lebten in Konna 36.767 Menschen.
Der Markt, der donnerstags in der Stadt abgehalten wird, dient zahlreichen Siedlungen in der Umgebung.

## Nordmali-Konflikt
Im Januar 2013 kam es in Konna zu Kämpfen zwischen Islamisten und von durch französischen Soldaten unterstützten Einheiten der malischen Regierungstruppen. Die vereinten malischen und französischen Truppen eroberten die Stadt am 11. Januar zurück, nachdem die Stadt am Tag zuvor von den Islamisten eingenommen worden war.
Ende Januar 2013 wurden Details der Kämpfe bekannt: die Islamisten hatten mit etwa 100 geländegängigen Fahrzeugen (Pickups) Konna im Sturm eingenommen, die desolate malische Armee überrannt und rund 50 Soldaten im Ort brutal massakriert.

## Belege
1. 1 2  Resultats Provisoires RGPH 2009 (Région de Mopti). (PDF; 957 kB) République de Mali: Institut National de la Statistique, archiviert vom Original (nicht mehr online verfügbar) am 22. Juli 2011; abgerufen am 15. Januar 2013 (französisch).  Info: Der Archivlink wurde automatisch eingesetzt und noch nicht geprüft. Bitte prüfe Original- und Archivlink gemäß Anleitung und entferne dann diesen Hinweis.
2. ↑  Common and Fundamental Operational Datasets Registry: Mali. (ZIP) United Nations Office for the Coordination of Humanitarian Affairs, archiviert vom Original (nicht mehr online verfügbar) am 14. Dezember 2012; abgerufen am 15. Januar 2013 (englisch).  Info: Der Archivlink wurde automatisch eingesetzt und noch nicht geprüft. Bitte prüfe Original- und Archivlink gemäß Anleitung und entferne dann diesen Hinweis. (Ursprünglich von der Direction Nationale des Collectivités Territoriales, République du Mali)
3. ↑  Communes de la Région de Mopti. (PDF; 59 kB) Ministère de l’administration territoriale et des collectivités locales, République du Mali, ehemals im Original (nicht mehr online verfügbar); abgerufen am 15. Januar 2013 (französisch). (Seite nicht mehr abrufbar. Suche in Webarchiven)  Info: Der Link wurde automatisch als defekt markiert. Bitte prüfe den Link gemäß Anleitung und entferne dann diesen Hinweis.
4. ↑  Jacques Quensière: La pêche dans le delta central du Niger: approche pluridisciplinaire d'un système de production halieutique. Hrsg.: ORSTOM, Karthala. Paris 1994, ISBN 2-7099-1202-3, S. 539 Carte VI (französisch, ird.fr [PDF; 62,0 MB; abgerufen am 15. Januar 2013]).
5. ↑  Mali crisis: UN calls for 'swift deployment' of troops. BBC, 11. Januar 2013, abgerufen am 15. Januar 2013 (englisch).
6. ↑  Mali and France 'push back Islamists'. BBC, 12. Januar 2013, abgerufen am 15. Januar 2013 (englisch).
7. ↑  Malian army retakes central town from Islamists. Reuters, 11. Januar 2013, abgerufen am 13. Januar 2013 (englisch).
8. ↑  Tiemoko Diallo: UPDATE 9-Mali asks for help after Islamists capture strategic town. Reuters, 10. Januar 2013, abgerufen am 13. Januar 2013 (englisch).
9. ↑  spiegel.de: Die Schlacht von Konna